# Erik Schulte
Erik Schulte (* 30. Juli 1956 in Baden-Baden) ist ein deutscher Anatom und Arzt. Er ist C4-Professor für Anatomie und war letzter Direktor des Instituts für funktionelle und klinische Anatomie der medizinischen Fakultät an der Johannes-Gutenberg-Universität in Mainz.

## Ausbildung und Werdegang
Nach dem Abitur studierte Schulte von 1976 bis 1982 Medizin an der Albert-Ludwigs-Universität in Freiburg. Anschließend absolvierte er seinen Grundwehrdienst als Bataillonsarzt bei der Bundeswehr. Nach der erfolgreichen Promotion zum Dr. med. erfolgte 1988 die Habilitation für das Fach Anatomie. Danach erfolgte ein Wechsel als Oberassistent an das Anatomische Institut der Ludwig-Maximilians-Universität München. Hier arbeitete Schulte, bis er 1992 den Ruf auf einen Lehrstuhl an das Institut für Anatomie und Zellbiologie der Johannes Gutenberg-Universität Mainz erhielt, dessen geschäftsführender Leiter er wurde.  Seit 1996 ist Schulte Facharzt für Anatomie. In Folge fachbereichsinterner Umstrukturierungen war Schulte seit 2015 an der gleichen Universität Direktor des Instituts für funktionelle und klinische Anatomie. Mit Ablauf des Wintersemesters 2021/22 wurde Schulte emeritiert, zeitgleich wurde das bislang eigenständige Institut für funktionelle und klinische Anatomie in das Institut für mikroskopische Anatomie und Neurobiologie integriert. Die so entstandene Einrichtung firmiert fortan als "Institut für Anatomie der Universitätsmedizin der Johannes Gutenberg-Universität (JGU) Mainz".
Schulte gilt als ein Vorreiter, was das Streamen und Digitalisieren von Vorlesungen anbelangt. Über viele Jahre hinweg übertrug er seine Anatomie-Vorlesungen live ins Intranet der Universität und stellte seinen Studierenden auf digitalem Wege umfangreiches Lehr- und Ergänzungsmaterial zur Verfügung.

## Preise und Auszeichnungen
- 1996: Preis der Lehre im Fachbereich Medizin der Universität Mainz[4]
- 2007: Preis der Lehre im Fachbereich Medizin der Universität Mainz[5]
- 2017: Lehrpreis der Johannes Gutenberg-Universität Mainz[4]
- 2018: Landeslehrpreis Rheinland-Pfalz

## Werke
Schulte ist Mitautor des 2015 in der 4. Auflage erschienenen Anatomie-Atlas  Prometheus. Lernatlas der Anatomie:
- mit Michael Schünke, Udo Schumacher: Prometheus. Lernatlas der Anatomie. Georg Thieme Verlag, Stuttgart. 3 Bände:
  - Allgemeine Anatomie und Bewegungssystem. 6. Auflage 2022, ISBN 978-3-13-244413-3 (1. Aufl.: 2005).
  - Innere Organe. 6. Auflage 2023, ISBN 978-3-13-244417-1 (1. Aufl.: 2005).
  - Kopf, Hals und Neuroanatomie. 6. Auflage 2022, ISBN 978-3-13-244421-8 (1. Aufl.: 2006).

Weitere Veröffentlichungen unter Beteiligung von Schulte sind:
- Aumüller et al.: Duale Reihe Anatomie. Georg Thieme Verlag, 2017.